# Lukavec u Pacova
Lukavec (deutsch Lukawetz) ist eine Minderstadt in Tschechien. Sie liegt elf Kilometer nördlich von Pacov und gehört zum Okres Pelhřimov.

## Geographie
Lukavec befindet sich im Südwesten der Böhmisch-Mährischen Höhe am nördlichen Fuße des Stražiště-Massivs in Talmulde des Lukavecký potok. Südöstlich erhebt sich der Holý vrch (703 m), im Süden der Na Kopci (658 m), Stražiště (744 m) und Hřeben (685 m). Durch den Ort führt die Staatsstraße 128 von Pacov nach Čáslavsko.
Nachbarorte sind Novotinky, Pod Hronem, Kopaniny, Šebířův Mlýn und Čáslavsko im Norden, Štědrovice, Šavrdův Mlýn, Beránkův Mlýn und Křešín im Nordosten, Musilův Mlýn, Skočidolovice, Starý Smrdov, Nový Smrdov und Kateřinky im Osten, Útěchovice pod Stražištěm im Südosten, Bratřice, Salačova Lhota un Týmova Ves im Süden, Zelená Ves und Holýšov im Südwesten, Huť, Zdiměřice, Řísníce und Velká Ves im Westen sowie Bezděkov und Dolní Lhota im Nordwesten.

## Geschichte

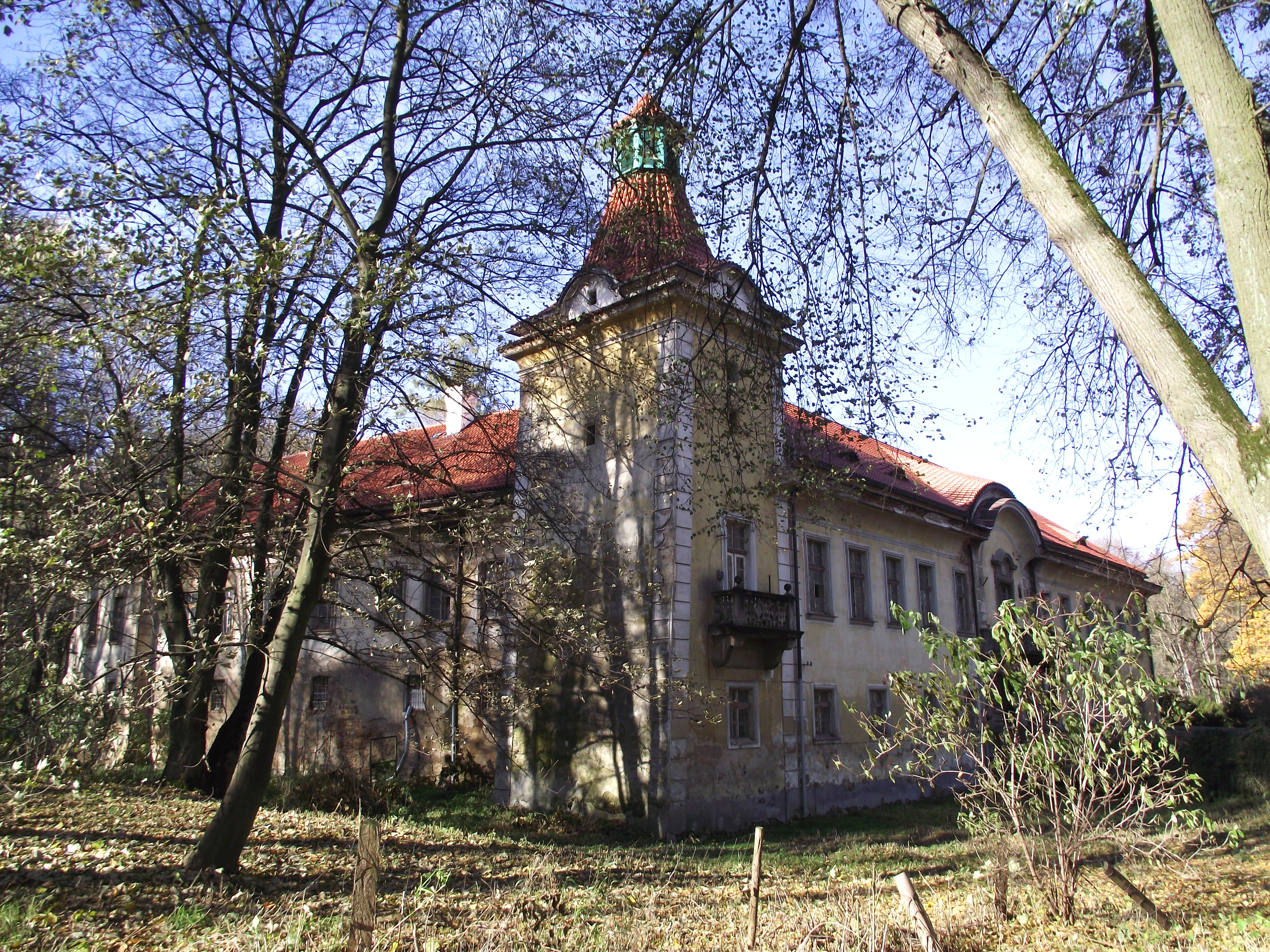
Schloss Lukavec

Die erste schriftliche Erwähnung der Feste Lukavec erfolgte im Jahre 1352 als Besitz des Vladikengeschlechts Lukavecký von Lukavec. 1543 wurde Lukavec erstmals als Städtchen bezeichnet. Nach der Schlacht am Weißen Berg wurden 1623 die Güter von Nikolaus d. J. Lukavecký von Lukavec, der an der Seite der Aufständischen gekämpft hatte, konfisziert. Das Gut Lukavec einschließlich der untertänigen Dörfer Týmova Ves, Mezilesí, Velká Ves und Salačova Lhota wurde an den kaiserlichen Offizier Wolf Georg von Pötting verkauft. 1582 erteilte Rudolf II. dem Städtchen das Privileg zur Abhaltung von zwei Jahrmärkten. 1659 erwarb Johann Wilhelm von Gersdorff das Gut. Ihm folgten ab 1664 Johann Gref von Grefenberg und von 1677 bis 1707 Theobald Franz von Dawald. Anschließend wechselten die Besitzer häufig. Zu ihnen gehörten die Geschlechter von Trauttmansdorff, Stockhammer, Briffaut, Thun-Hohenstein und ab 1842 das Fürstenhaus Löwenstein.
Nach der Ablösung der Patrimonialherrschaften bildete Lukavec ab 1850 mit dem Ortsteil Bezděkov eine Marktgemeinde in der Bezirkshauptmannschaft Pelhřimov. Sitz des Bezirksgerichtes wurde wenig später Pacov. 1904 verkauften die Fürsten Löwenstein die Güter. Nachfolgende Schlossherren waren u. a. Hans von Portatius, Hugo Stein, Alois Brey,  Josef Prášek und Václav Štika. 1936 kaufte die Familie Pryl das Schloss. Jiří Pryl floh 1948 vor den Kommunisten ins Ausland und das Schloss fiel dem Staat zu. Ab 1949 gehörte Lukavec zum Okres Pacov. Nach dessen  Auflösung wurde die Gemeinde 1961 wieder dem Okres Pelhřimov zugeordnet und zugleich Týmova Ves eingemeindet. 1973 kam noch Velká Ves als Ortsteil hinzu. Am 10. Oktober 2006 erhielt Lukavec den 1948 verlorenen Status eines Městys zurück.

## Gemeindegliederung
Der Městys Lukavec besteht aus den Ortsteilen Bezděkov (Besdiekau), Lukavec (Lukawetz), Týmova Ves (Theindorf) und Velká Ves (Großdorf).
Das Gemeindegebiet gliedert sich in die Katastralbezirke Lukavec u Pacova, Týmova Ves und Velká Ves.

## Sehenswürdigkeiten
- barocke Kirche des hl. Wenzel am Marktplatz, erbaut zwischen 1774 und 1781 anstelle des 1760 abgebrannten Friedhofkirchleins Mariä Himmelfahrt. Der Wiederaufbau nach dem Brand von 1865 erfolgte im neobarocken Stil.
- Brunnen auf dem Markt
- Schloss Lukavec mit englischen Landschaftspark. Der Barockbau entstand im 18. Jahrhundert anstelle einer Wasserfeste. 1914 erfolgte durch den Architekten L. Skřivánek ein Umbau. 1992 erhielt die Familie Pryl das Schloss in Restitution zurück. 1995 verkauften die Pryl das Schloss einschließlich der Wirtschaftsgebäude und des Parks mit drei Teichen an die Holzverarbeitungsgenossenschaft Lukavec. Seither steht es leer.
- Pavillon Hříbek im Schlosspark. In dem zum Ende des 18. Jahrhunderts errichteten klassizistischen Bau lebte die Familie von Antonín Sova. 1958 wurde in dem Pavillon eine Gedenkhalle für Sova eingerichtet.
- Wassermühle Tomáškův mlýn
- jüdischer Friedhof
- Kapelle der Jungfrau Maria
- Kapelle des hl. Rochus, südwestlich  des Städtchens am Rochusberg
- Betsäule des hl. Rochus, auf dem Rochusberg
- Kreuzigungsgruppe
- Denkmal für Antonín Sova
- Stražiště mit barocker Wallfahrtskapelle Johannes des Täufers, errichtet im 18. Jahrhundert an einer heilkräftigen Quelle, sowie Fernseh- und Rundfunksender
- Naturschutzgebiet Údolí potoka u Dolské myslivny, südöstlich am Fuße des Holý vrch bei Kateřinky